# Vakaga
 Vakaga  er et af de 20 præfekturer i Den Centralafrikanske Republik med hovedstad i byen Birao. Det har et areal på 46.500 km² og har en befolkning på 52.255 (folketælling fra 2003). I 2024 antyder officielle estimater, at befolkningen nåede 89.189 indbyggere. Den eneste kendte ressource  i provinsen er diamanter.

## Inddeling
Vakaga er inddelt i  4 underpræfekturer:
- Birao
- Am Dafok
- Ouanda Djallé
- Ouandja

## Geografi
Præfekturet ligger i den nordlige del af landet og grænser op til Tchad mod nordvest, Sudan mod nordøst, præfekturene Haute-Kotto mod sydøst og Bamingui-Bangoran mod sydvest.
Alle floder, der udspringer i præfekturet, løber ud i Bahr Aouk, som er en del af Chari-flodsystemet i Tchad-bassinet.
Det højeste bjerg i provinsen er det 1330 meter høje Mont Toussoro i Bongo-massivet. I sydøst er cirka 5900 km² af provinsen beskyttet af André Felix Nationalpark, der blev etableret i 1960, og dens bufferzone, Yata-Ngaya Naturreservat.
I den vestlige del af provinsen ligger naturreservaterne Réserve de faune de l'Aouk-Aoukalé og Reserve de faune de l'Ouandjia-Vakaga, som dækker i alt 8.251 km² og er en del af nationalparkkomplekset Manovo-Gounda St. Floris.
Floraen og faunaen er meget rig og domineres i nord af vegetationstypen Østsudansk savanne og i syd af Nordcongos skovsavanne.